# Lucas Orbán
Lucas Alfonso Orbán (Buenos Aires, 3 februari 1989)  is een Argentijns voetballer die doorgaans als linksback speelt. Hij verruilde Genoa in juli 2017 voor Racing Club. Orbán debuteerde in 2013 in het Argentijns voetbalelftal.

## Clubcarrière
Orbán komt uit de jeugdopleiding van River Plate. Hij debuteerde in 2008 in de Argentijnse Primera División. Op 12 augustus 2011 besloot River Plate om Orbán één jaar uit te lenen aan Tigre. Op 23 juli 2012 kocht CA Tigre Orbán over voor 750.000 euro. Eén jaar later werd hij voor 3,5 miljoen euro doorverkocht aan het Franse Girondins Bordeaux. Zijn voornaamste concurrent op de linksachterpositie bij Bordeaux was Maxime Poundjé. Hij tekende een vierjarig contract bij de Zuid-Franse club. Orbán bezit ook de Spaanse nationaliteit. Hij tekende in augustus 2014 een vijfjarig contract bij Valencia, dat circa €2.000.000,- voor hem betaalde aan Girondins Bordeaux. Begin 2016 werd hij verhuurd aan Levante en in de zomer ging hij naar Genoa.
1 Musso ·
2 Sigali ·
3 Grimi ·
4 Pillud ·
5 Domínguez ·
6 Barbieri ·
8 González ·
9 Triverio ·
10 Martínez  ·
11 Mansilla ·
13 García ·
15 López ·
16 Meli ·
17 Ojeda ·
18 Solari ·
19 Cardozo ·
20 Orbán ·
21 Schlegel ·
22 Centurión ·
23 Soto ·
25 Gómez ·
26 Saravia ·
27 Cuadra ·
28 Zaracho ·
29 Piovi ·
30 Sigali ·
32 Triverio ·
35 Gutiérrez ·
36 Lotti ·
Coach: Coudet